# Fan Force United
Fan Force United is een Amerikaans raceteam dat deelneemt aan de IndyCar Series. Het team werd opgericht door voormalig IndyCar coureur Tyce Carlson. Het team zal zijn debuut gaan maken in het IndyCar seizoen 2012 op de 96e Indianapolis 500, met voormalig Formule 1-coureur Jean Alesi. Het team zal gebruik gaan maken van de in 2012 debuterende Lotus motoren.